# Ранбир Сингх

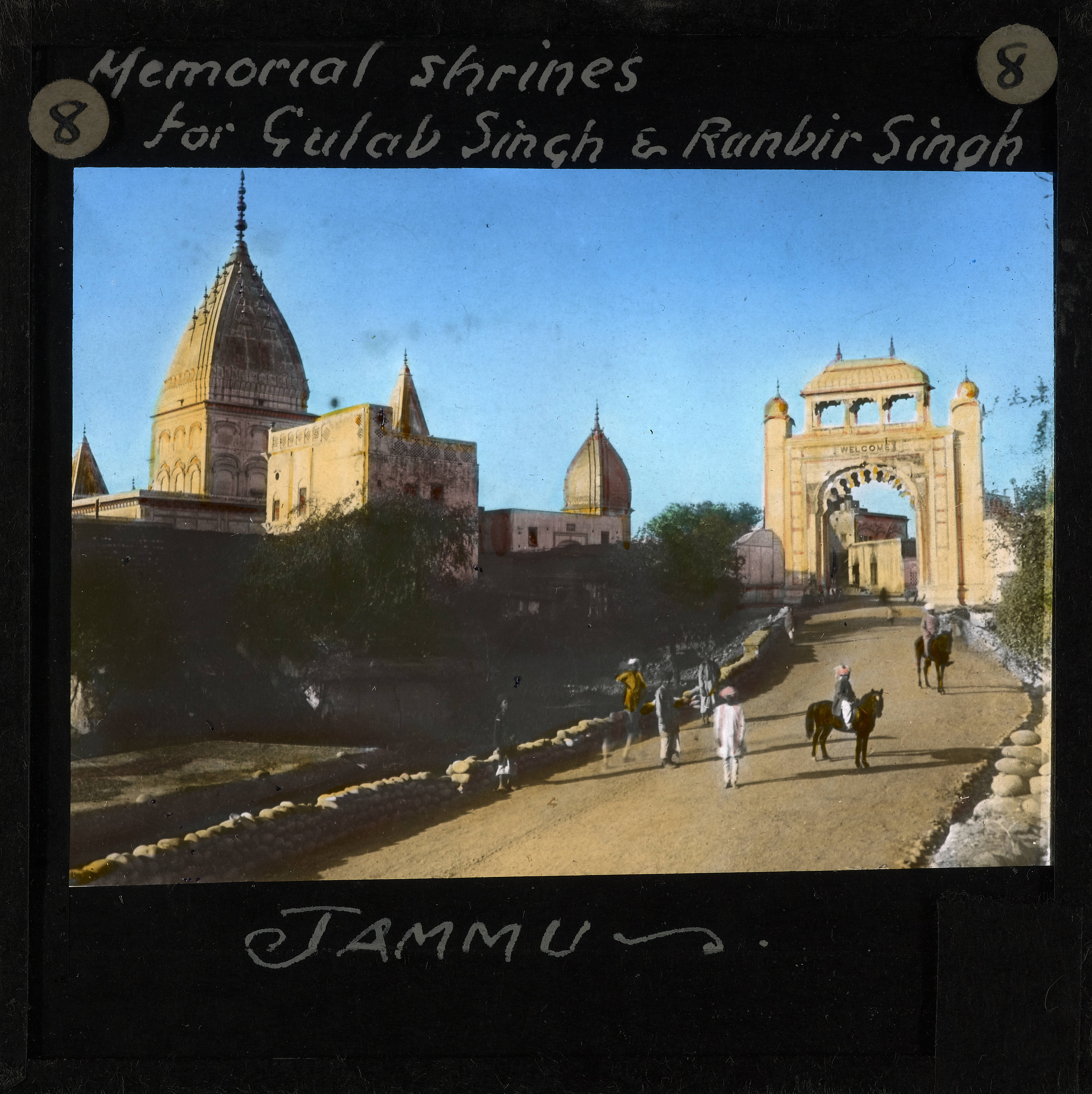
Мемориальные святыни Гулаба Сингха и Ранбира Сингха, Джамму, Индия, ок. 1875 — ок. 1940

Ранбир Сингх (хинди महाराज रणबीर सिंह, англ. Ranbir Singh of Jammu and Kashmir; август 1830 — 12 сентября 1885) — второй махараджа княжества Джамму и Кашмир (1856—1885).
Ранбир Сингх был третьим сыном Гулаба Сингха (1792—1857), основателя княжества Джамму и Кашмира (1846—1857). Ранбир Сингх взошел на трон в 1856 году после отречения Гулаба Сингха из-за плохого здоровья. Он вступил в союз с англичанами во время Сипайского восстания. В отличие от европейских женщин и детей, индийским мятежникам не разрешалось искать убежища в его княжестве. Он также отправил свои вооруженные силы, чтобы помочь англичанам осадить Дели. Впоследствии он был вознагражден за свое поведение во время мятежа. Он присоединил Гилгит, который до этого был свидетелем восстания против княжества. Княжеские государства Хунза и Нагар начали платить дань Джамму и Кашмиру во время его правления. Он также создал современную судебную систему. В период его правления в уголовный кодекс Ранбира были включены гражданские и уголовные законы. Ранбир Сингх был знатоком санскрита и персидского языка.

## Ранняя жизнь
Происходил из династии Джамвал (Догра). Сингх родился в Рамгархе, Джамму и Кашмир, в августе 1830 года. Третий сын махараджи Гулаба Сингха. Его мать Раквал Махарани была первой женой Гулаба Сингха. Ранбир Сингх был усыновлен Раджой Сучетом Сингхом, его бездетным дядей. Ранбир Сингх унаследовал все его джагиры после смерти Сучета Сингха в 1844 году.

## Правление
Отец Ранбира Сингха махараджа Гулаб Сингх страдал от отека легких. Когда его здоровье ухудшилось, он решил отречься от престола в начале 1856 года . Впоследствии Ранбир Сингх взошел на трон Джамму и Кашмира 20 февраля 1856 года. Гулаб Сингх был назначен губернатором Кашмира.

### Мятеж сипаев
В 1857 году восстание сипаев против британского владычества вспыхнуло главным образом в современных Дели и Уттар-Прадеше. Под руководством Ранбира и Гулаба Сингхов княжество Джамму и Кашмир вступило в союз с англичанами. Они посылали деньги британским войскам, дислоцированным в Пенджабе. Мятежникам не разрешили получить убежище в княжестве, граничившем тогда с Британской Индией. Британские женщины и дети нашли убежище в долине Кашмира. После смерти Гулаба Сингха Ранбир Сингх послал батальон солдат Джамму и Кишмира, чтобы помочь англичанам осадить Дели. Впоследствии он был вознагражден за свою преданность англичанам. Амритсарский договор был изменен в 1860 году, и в него было включено новое положение, которое позволяло правителю Догры усыновлять ребенка из побочной ветви семьи. Ранее, согласно договору, государство было бы аннексировано англичанами, если бы у правителя не было естественного наследника. Кроме того, в 1862 году он был награжден самым высоким Орденом Индийской звезды. Его орудийный салют был увеличен с 19 до 21 орудия.

### АннексияГилгита
В последние годы правления Гулаба Сингха восстание в Гилгите принесло большие потери войскам Догры. В 1860 году Ранбир Сингх направил свою армию под предводительством полковника Деви Сингха Нарании, полковника Биджаи Сингха и генерала Хошиары Сингха в Гилгит. Они успешно захватили Гилгит. К концу 1870 года соседние княжества Хунза и Нагар начали платить дань Джамму и Кашмиру, а взамен получали ежегодную субсидию.

### Реформы
Ранбир Сингх создал современную судебную систему. Гражданские и уголовные законы были написаны и объединены в Уголовный кодекс Ранбира, которому следуют в индийской части Джамму и Кашмира даже сегодня. Судебная система была передана в руки исполнительной власти. Для политических заключенных были построены отдельные тюрьмы. Ранбир Сингх организовал два дурбара в день, в которых он слушал прошения.
Ранбир Сингх основал отдельные департаменты иностранных дел, внутренних дел, гражданских дел и армии. Махараджа основал шелковую фабрику в штате. Он также способствовал ее торговле. Во время его правления процветала шальная промышленность, которая обеспечивала занятость и минимальный доход его подданным.

### Оппозиция резиденту
В соответствии с Амритсарским договором не предусматривалось назначение британского резидента в вассальных государстве. С назначением в 1851 году специального офицера идея назначения резидента стала доминировать в британском правительстве. В 1873 году лорд Нортбрук, тогдашний генерал-губернатор Индии, написал махарадже Ранбир Сингху о предложении назначить британского резидента в Кашмире. Однако Сингх отверг такое предложение. Он представил меморандум и напомнил о заслугах Гулаба Сингха перед англичанами. Он также напомнил британцам, что в отличие от большинства монархов княжеских государств, он отказался принять любого ягира в качестве подарка вместо его услуг во время восстания сипаев.
В 1882 году Ранбир Сингх написал письмо британскому правительству с просьбой назначить его младшего сына Амара Сингха своим преемником. Он чувствовал, что Амар Сингх мудрее своих братьев, Пратапа Сингха и Рама Сингха. 12 сентября 1885 года Ранбир Сингх скончался. Генерал-губернатор лорд Рипон объявил, что Пратап Сингх станет его преемником. В ответ Пратап Сингх уступил британскому требованию назначить резидента.

## Личная жизнь

### Интересы
Ранбир Сингх пошел по стопам Зайн-уль-Абидина и Авантивармана, бывших правителей Кашмира. Он нанимал пандитов и мавлави для перевода и транслитерации религиозных текстов. Сэр Марк Аурель Стейн составил каталог из 5000 подобных работ. Помимо религиозных книг, книги по медицинским наукам были также переведены на урду, догри и хинди.
Ранбир Сингх был знатоком санскрита и персидского языков. Он также любил говорить на пушту. Он беседовал со своими афганскими телохранителями на пушту. Он установил санскритскую патшаалу в комплексе Храма Рагхунатх. В нем преподавались грамматика, философия, поэзия, алгебра, евклидова геометрия и веды.
Хотя Ранбир Сингх получил полуофициальное образование, он был заинтересован в распространении образования среди широких масс. Он пожертвовал 100 000 рупий (1 400 долларов США) университету Пенджаба во время его основания в 1882 году. За это его сделали первым научным сотрудником университета. Ранбир Сингх часто встречался с учеными различных дисциплин и обсуждал с ними эти темы.

### Семья
В июне 1843 года Ранбир Сингх женился на Субх Деви Сахибе, дочери раджи княжества Сиба. В октябре 1848 года он женился на принцессе княжества Биласпур. В июле 1871 года он женился в третий раз на Чарак Махарани Кришне Деви. После 1880 года он женился еще дважды.
У Сингха было шестеро детей, включая четырех сыновей:
- Пратап Сингх (18 июня 1848 — 23 сентября 1925), 3-й махараджа Джамму и Кашмир
- Сэр Рам Сингх (31 мая 1861 — 22 июня 1899)
- Сэр Амар Сингх (14 января 1864 — 26 марта 1909), отец Хари Сингха
- Лакшман Сингх (1870 — сентябрь 1875).